# Allium anisopodium
Allium anisopodium är en amaryllisväxtart som beskrevs av Carl Friedrich von Ledebour. Allium anisopodium ingår i släktet lökar, och familjen amaryllisväxter.

## Underarter
Arten delas in i följande underarter:
- A. a. anisopodium
- A. a. zimmermannianum